# Plano de Cobertura ao Viajante
Plano de Cobertura ao Viajante é um termo em uso em grande parte do mundo que se refere ao serviço que oferece ajuda e suporte, principalmente na área de emergência médica durante uma viagem.
Assistência em Viagem é diferente de seguro de saúde ou médico ou seguro de viagem ou seguro cancelamento de viagem. Programas de assistência de viagem organizam processos, atendem situações desconfortáveis e custeiam seus clientes fora de casa (normalmente a partir de uma determinada distância que varia de acordo com a empresa) na localização e obtenção de cuidados médicos de emergência e outras necessidades já que geralmente encontram-se em locais desconhecidos.
Quando os viajantes passam por uma emergência médica, documental ou outras necessidades cobertas pelo plano, eles podem acionar a empresa de assistência e assim receber ajuda. O programa de assistência deve ser acionado antes que o indivíduo seja acolhido pelos serviços de emergência locais para que direcionem os procedimentos.
A empresa de assistência fala com o cliente ou com um representante autorizado e ainda com os prestadores de serviços que estejam envolvidos, e faz recomendações com base nos detalhes disponíveis. Os profissionais médicos, órgãos governamentais, bem como a empresa de assistência de saúde tomam decisões em conjunto com os médicos locais para a solução ou tratamento mais adequado. Uma variedade de recursos pode ser considerada para resolver um desafio médico, documental ou outro transtorno ocorrido durante a viagem.

## Canais de acesso à assistência em viagem
- Varejo: Empresas de assistência. Muitas vendem em parceria com as seguradoras ou diretamente aos consumidores.
- Cartões de crédito: Alguns cartões de crédito oferecem como produto adicional coberturas com requinte de assistência em viagem.
- Pacotes de viagem: Agentes e operadores turísticos, por vezes, incluem a assistência em viagem aos seus produtos.
- Corporativa: em grande escala, por vezes, os empregadores trabalhar diretamente com empresas de assistência para ter seus próprios planos personalizados.